# Bud Collyer
Bud Collyer (nombre de nacimiento Clayton Johnson Heermance Jr., 18 de junio de 1908 - 8 de septiembre de 1969) fue un actor de locutor en Estados Unidos, que se convirtió en una de las primeras grandes estrellas juegos en TV.

## Biografía
Collyer nació en la ciudad de Nueva York sus padres fueron Clayton Johnson y Caroline Heermance Collyer. Inicialmente quiso seguir la carrera de derecho y asiste al Williams College y la Escuela de Derecho Universidad de Fordham.
Tiempo después a un mes de convertirse en abogado, decide cambiar de profesión a radiodifusor, cambió su apellido, tiempo después se convertiría en una voz familiar de las tres principales cadenas de radio de 1940.

## Libros
- Thou Shalt Not Fear (1962).
- With the Whole Heart (1966).